# Édit du 8 août 1779
Ordonnance du 5 juillet 1315
Taxation des serfs du domaine royal refusant de racheter leur affranchissement. Ordonnance du 27 juin 1787
Abolition de la corvée
Par l'édit du 8 août 1779, le roi Louis XVI a aboli les droits de mainmorte, de servitude réelle, et le droit de suite sur les biens en mainmorte dans le domaine royal,. Le tenancier d'un bien foncier à titre de mainmorte pouvait le conserver sa vie durant en payant une redevance le plus souvent en nature qui ne pouvait pas être augmentée, mais il ne pouvait pas aliéner sa tenure, ni la léguer à ses héritiers; à sa mort le fonds revenait au propriétaire ou seigneur supérieur, comme pour un locataire, un métayer ou un fermier. La procédure qui supprimait la serviteude réelle en convertissait les tenures serviles en censive pour les tenanciers n'était pas un affranchissement (avec lettres de manumission) mais un afféagement donnant un titre de propriété avec droit d'aliéner.
N'ayant pas le pouvoir d'atteindre à leur propriété sans les dédommager, le roi incitait les seigneurs laïques et ecclésiastiques à suivre son exemple. Si le droit de mainmorte fut en principe supprimé avec tous les droits féodaux lors de la a subsisté dans certaines provinces provenant de l'Empire germanique (les " serfs des Vosges " mentionnés par Voltaire) et ne fut complètement supprimé lors de la Nuit du 4 août 1789et le décret du 15-28 mars 1790, dans la réalité les tenanciers de biens en main-morte ne furent jamais considérés comme propriétaires des biens, mais furent considérés comme de simples locataires avec un bail à durée limité, et leurs droits furent réunis à ceux du propriétaire supérieur.

## Contexte
Cet édit concernait presque exclusivement des terres du royaume qui n'avaient pas bénéficié des anciennes abolitions parce qu'elles ont été réunies postérieurement au royaume de France.
Cette maimorte ou servitude réelle attachée à certaines terres interdisait de les transmettre par héritage ou par vente, elle donnait au seigneur le droit de les reprendre à la mort du tenancier, y compris sur ceux qui les auraient achetées aux héritiers. Le rachat au seigneur faisait de ces terres des tenues libres et de leurs tenanciers des vrais propriétaires qui pouvaient les vendre ou les léguer à leurs enfants. Cet édit est un écho à la publication de Requête des serfs du Mont-Jura par Voltaire et l'avocat Chritin, afin de rendre libre certaines terres qu'il tenait du Chapitre noble de Saint-Claude (Jura), un factum qui eut un grand retentissement dans les salons, mais l'affaire qui dura huit années de 1770 à 1777 échoua devant le Conseil du roi. Comme le rappelle Voltaire, une première tentative de suppression du servage dans le domaine royal avait été ordonnée par l'édit du 3 juillet 1315 de Louis X le Hutin.

## Contenu
ÉDIT DU ROI,
 Portant suppression du droit de main-morte et de la servitude dans les domaines du Roi, et dans tous ceux tenus par engagement : Et abolition générale du Droit de Suite sur les Serfs et Main-mortables.
Donné à Versailles au mois d'Août 1779.

Registré en Parlement le 10 desdits mois et an.
LOUIS, PAR LA GRÂCE DE DIEU, ROI DE FRANCE ET DE NAVARRE : A tous présens et à venir ; SALUT.
Constamment occupé de tout ce qui peut intéresser le bonheur de nos peuples, et mettant notre principale gloire à commander une nation libre et généreuse, nous n'avons pu voir sans peine les restes de servitude qui subsistent dans plusieurs de nos provinces ; nous avons été affectés en considérant qu'un grand nombre de nos sujets, servilement encore attachés à la glèbe, sont regardés comme en faisant partie et confondus pour ainsi dire avec elle ; que privés de la liberté de leurs personnes et des prérogatives de la propriété, ils sont mis eux-mêmes au nombre des possessions féodales ; qu'ils n'ont pas la consolation de disposer de leurs biens après eux ; et qu'excepté dans certains cas rigidement circonscrits, ils ne peuvent pas même transmettre à leurs propres enfants le fruit de leurs travaux ; que des dispositions pareilles ne sont propres qu'à rendre l'industrie languissante, et à priver la société des effets de cette énergie dans le travail que le sentiment de la propriété la plus libre est seul capable d'inspirer.
Justement touché de ces considérations, nous aurions voulu abolir sans distinction ces vestiges d'une féodalité rigoureuse ; mais nos finances ne nous permettent pas de racheter ce droit des mains des seigneurs, et retenu par les égards que nous aurons dans tous les temps pour les lois de la propriété que nous considérons comme le plus sûr fondement de la justice, nous avons vu avec satisfaction qu'en respectant ces principes, nous pouvions cependant effectuer une partie du bien que nous avions en vue, en abolissant le droit de servitude, non seulement dans tous les domaines en nos mains, mais encore dans tous ceux engagés par nous et les rois nos prédécesseurs ; autorisant à cet effet les Engagistes qui se croiraient lésés par cette disposition, à nous remettre les domaines dont ils jouissent et à réclamer de nous les finances fournies par eux ou par leurs auteurs.
Nous voulons de plus qu'en cas d'acquisitions ou de réunion à notre couronne, l'instant de notre entrée en possession dans une nouvelle terre ou seigneurie soit l'époque de la liberté de tous les serfs ou main-mortables qui en relèvent ; et pour encourager en ce qui dépend de nous les seigneurs de fiefs et les communautés à suivre notre exemple, et considérant bien moins ces affranchissements comme une aliénation que comme un retour au droit naturel, nous avons exempté ces sortes d'actes des formalités et des taxes auxquelles l'antique sévérité des maximes féodales les avait assujettis.
Enfin si les principes que nous avons développés nous empêchent d'abolir sans distinction le droit de servitude, nous avons cru cependant qu'il était un excès de ce droit que nous ne pouvions différer d'arrêter et de prévenir ; nous voulons parler du droit de suite sur les serfs et main-mortables, droit en vertu duquel des seigneurs de fiefs ont quelquefois poursuivi dans les terres franches de notre royaume et jusque dans notre capitale les biens et les acquêts de citoyens éloignés depuis un grand nombre d'années du lieu de leur glèbe et de leur servitude ; droit excessif que les tribunaux ont hésité d'accueillir et que les principes de justice sociale ne nous permettent plus de laisser subsister. Enfin nous verrons avec satisfaction que notre exemple et cet amour de l'humanité si particulier à la nation française, amènent sous notre règne l'abolition générale des droits de main-morte et de servitude, et que nous serons ainsi témoin de l'entier affranchissement de nos sujets qui, dans quelque état que la Providence les ait fait naître, occupent notre sollicitude et ont des droits égaux à notre protection et à notre bienfaisance.
À CES CAUSES, et autres à ce Nous mouvant, de l'avis de notre Conseil, et de notre certaine science, pleine puissance et autorité royale, Nous avons par notre présent Édit perpétuel et irrévocable, dit, statué et ordonné ; disons, statuons et ordonnons, voulons et nous plaît ce qui suit :
Article 1er. Nous éteignons et abolissons, dans toutes les terres et seigneuries de notre domaine, la main-morte et condition servile, ensemble tous les droits qui en sont des suites et des dépendances : voulons qu'à compter du jour de la publication des présentes, ceux qui, dans l'étendue desdites terres et seigneuries, sont assujettis à cette condition, sous le nom d'Hommes de corps, de Serfs, de Main-mortables, de Mortaillables et de Taillables, ou sous telle autre dénomination que ce puisse être, en soient pleinement et irrévocablement affranchis ; Et qu'à l'égard de la liberté de leurs personnes, de la faculté de se marier et de changer de domicile, de la propriété de leurs biens, du pouvoir de les aliéner ou hypothéquer, et d'eu disposer entre-vifs ou par testament, de la transmission desdits biens à leurs enfans ou autres héritiers, soit qu'ils vivent en commun avec eux, ou qu'ils en soient séparés, et généralement en toutes choses, sans aucune exception ni réserve, ils jouissent des mêmes droits, facultés et prérogatives qui, suivant les lois et coutumes, appartiennent aux personnes franches ; notre intention étant que, dans toutes lesdites terres et seigneuries, il n'y ait plus désormais que des personnes et des biens de condition franche, et qu'il n'y subsiste aucun vestige de la condition servile ou main-mortable.
Article 2. La disposition de l'article précédent sera exécutée dans nos domaines engagés, et si quelques-uns des engagistes se croient lésés, il leur sera libre de nous remettre les domaines par eux tenus à titre d'engagement : auquel cas ils seront remboursés des finances qu'ils justifieront avoir été payées par eux ou par leurs auteurs.
Article 3. Lorsque par la suite il sera acquis à notre domaine, à quelque titre que ce soit, de nouvelles terres et seigneuries, dans lesquelles le droit de servitude ou main-morte aura lieu, ledit droit sera éteint et supprimé, et les habitants et tenanciers de ces terres en seront affranchis dès l'instant que Nous, ou les Rois nos successeurs, seront devenus propriétaires desdites terres et seigneuries.
Article 4. Les héritages main-mortables, situés dans nos terres et seigneuries ou dans nos domaines engagés et possédés par des personnes franches ou main-mortables (lesquels héritages deviendront libres en vertu de la disposition des art. 1, 2 et 3 ci-dessus), seront, à compter de la même époque, chargés en vers Nous et notre Domaine, d'Un sou de cens par arpent seulement ; ledit cens emportant lods et ventes, conformément à la coutume de leur situation.
Article 5. Les seigneurs, même les ecclésiastiques et les corps et communautés qui, à notre exemple, se porteroient à affranchir de ladite condition servile et main-mortable telles personnes et tels biens de leurs terres et seigneuries qu'ils jugeront à propos, seront dispensés d'obtenir de nous aucune autorisation particulière, et de faire homologuer les actes d'affranchissement en nos chambres des comptes ou ailleurs, ou de nous payer aucune taxe ni indemnité à cause de l'abrègement ou diminution que lesdits affranchissements paroîtroient opérer dans les fiefs tenus de Nous ; desquelles taxe ou indemnité nous faisons pleine et entière remise.
Article 6. Nous ordonnons que le droit de suite sur les main-mortables demeurera éteint et supprimé dans tout notre royaume, dès que le serf ou main-mortable aura acquis un véritable domicile dans un lieu franc ; voulons qu'alors il devienne franc au regard de sa personne, de ses meubles, et même de ses immeubles qui ne seroient pas main-mortables par leur situation ou par des titres particuliers.
SI DONNONS EN MANDEMENT à nos amés et féaux Conseillers les Gens tenant notre Cour de Parlement à Paris, que notre présent Édit ils aient à faire lire, publier et registrer, et le contenu en icelui, garder, observer et exécuter selon la forme et teneur : CAR TEL EST NOTRE PLAISIR ; et afin que ce soit chose ferme et fiable à toujours, nous y avons fait mettre notre scel.
DONNÉ à Versailles au mois d'août, l'an de grâce mil sept cent soixante-dix neuf, et de notre règne sixième.

Signé LOUIS.
Et plus bas, Par le Roi.

Signé AMELOT.

Visa HUE DE MIROMÉNIL.

Vu au Conseil, PHELYPEAUX.

Et scellé du grand sceau de cire verte, en lacs de fois rouge et verte.
Regisré, ouï et ce requérant le Procureur général du Roi, pour être exécuté selon la forme et teneur ; sans que les dispositions du présent Édit puissent nuire ni préjudicier aux droits des Seigneurs qui seroient ouverts avant l'enregistrement dudit Édit ; et copies collationnées envoyées aux Bailliages et Sénéchaussées du ressort, pour y être lû, publié et registré : Enjoint aux Substitus du Procureur général du Roi d'y tenir la main et d'en certifier la Cour dans le mois, suivant l'arrêt de ce jour. A Paris, en Parlement, toutes les Chambres assemblées, le dix août mil sept cent soixante-dix-neuf. Signé LEBRET.